# Communauté juive libérale d'Île-de-France
Pour les articles homonymes, voir CJL.
La Communauté juive libérale d'Île-de-France (CJL) est une synagogue juive libérale fondée en 1995 par le rabbin Pauline Bebe, première femme rabbin en France. Elle est aujourd'hui située 11 rue Moufle, dans le 11e arrondissement de Paris.

## Histoire
En 1995, la rabbin Pauline Bebe fonde sa communauté dans le 18e arrondissement de Paris. En mai 2006, la CJL installe sa Maison du judaïsme dans le 11e arrondissement. La CJL accueille aujourd'hui près de 400 familles, et une centaine d'enfants fréquentent le Talmud Torah. Son association culturelle, NITSA, organise des rencontres et des activités culturelles et conviviales.
Pauline Bebe est également l'épouse du rabbin Tom Cohen, de nationalité américaine et officiant à la communauté Kehilat Gesher, aujourd'hui dans le 17e arrondissement de Paris.
La CJL est affiliée à l'Union mondiale pour le judaïsme libéral, en anglais World Union for Progressive Judaism, qui regroupe plus de 2 000 communautés dans 40 pays. La CJL Île-de-France est membre fondateur de la Fédération du judaïsme libéral francophone.